# Les Quatre Torres (Vilassar de Dalt)
Les Quatre Torres és una casa de Vilassar de Dalt (Maresme), catalogada com a bé cultural d'interès local.

## Història
Va ser fet construït el per l'adroguer barceloní Salvador Banús i Feliu, germà de l'hereu de can Banús.

## Descripció
Edifici de planta baixa i pis amb coberta a dues aigües i flanquejat per quatre torre de planta baixa i dues més a les seves cantonades. Aquestes eren coronades amb merlets i presenten espitlleres a la planta superior.